# Jacques Legendre
Pour les articles homonymes, voir Legendre.
Jacques Legendre, né le 2 décembre 1941 à Paris (Seine), est un homme politique français.
Après une brève carrière dans l'enseignement, il est élu député du Nord sous l'étiquette UDR en 1973, puis réélu avec l'étiquette RPR en 1978 et 1986. Il est membre du conseil régional du Nord-Pas-de-Calais de 1973 à 2001 (membre de droit, puis élu en 1986, 1992 et 1998, démissionnaire en 2001), maire de Cambrai de 1977 à 1992, puis toujours membre du conseil municipal, et conseiller général du Nord pour le canton de Cambrai-Ouest de 1976 à 1982.
Il occupe les postes de secrétaire d'État auprès du ministre du Travail de 1977 à 1978, puis de secrétaire d'État chargé de la Formation professionnelle de 1978 à 1981 dans les deuxième et troisième gouvernements de Raymond Barre. Il continue ensuite à exercer d’importantes responsabilités locales dans le Nord.
Il est élu sénateur en 1992, et le reste jusqu'en 2017. Il préside la commission de la Culture, de l'Éducation et de la Communication du Sénat de 2008 à 2011. Depuis 2017, il est membre de l'Académie des sciences d'outre-mer.

## Situation personnelle

### Origines, famille et vie privée
Jacques Legendre naît sous l’occupation allemande dans le 15e arrondissement de Paris, où son grand-père est vendeur de chevaux de fiacre. Son père, Gabriel Legendre (1895-1973), est un agent d'assurance champenois, ancien poilu de la Première Guerre mondiale et sympathisant gaulliste. Sa mère, Simone Royer (1904-1987), plutôt socialiste, est issue de la petite bourgeoisie parisienne. Ils se sont rencontrés au moment de l'exode, en 1940,.
Jacques Legendre épouse Madeleine Compagnon en 1970. Ils ont trois enfants : Philippe, Thomas et Sophie. Son fils aîné, Philippe Legendre, était son assistant parlementaire lorsqu’il était sénateur, après avoir fait des études de droit, une licence d’histoire et un master de sciences politiques.

### Études et carrière professionnelle
Jacques Legendre passe son enfance en Normandie, où il suit sa scolarité jusqu’au cours complémentaire, et prépare ensuite le baccalauréat au lycée à Amiens. Il y commence ses études supérieures et crée le Syndicat des étudiants de lettres. En 1961, il intègre l’institut de préparation aux enseignements de second degré (IPES) puis prépare à la faculté de lettres de Lille un diplôme d’études supérieures, avec un mémoire intitulé « Le thème du Sahara dans le roman français ».
Ses études terminées et ayant obtenu le CAPES de lettres modernes en 1964, il effectue son service militaire dans la coopération en Afrique. De 1965 à 1966, il est professeur coopérant en République centrafricaine. Il enseigne ensuite dans différents lycées du Nord, notamment à Fourmies puis à Lille. En 1972, il est reçu à l’agrégation d’histoire-géographie et enseigne un an à Tourcoing avant d’être élu député,. Il retrouve son métier de professeur de 1981 à 1984 à Cambrai.

## Parcours politique

### Premiers engagements
Il milite au sein du mouvement gaulliste dès l'âge de 20 ans, d'abord à l'UNEF, puis adhère en mars 1962 à l’UNR et décide de créer à Lille un groupe d’étudiants gaullistes, l’Action étudiante gaulliste, dont il devient le président national en 1963.
Lors des événements de Mai 68, il organise des manifestations de soutien au général de Gaulle.

### Député, maire et secrétaire d’État
Lors des élections législatives de 1968, il se présente à Maubeuge mais est victime d'un accident de la route qui l'empêche de poursuivre sa campagne. Cinq ans plus tard, il est élu député dans la 16e circonscription du Nord.
Il participe à la campagne de Jacques Chaban-Delmas pour l’élection présidentielle de 1974. Nommé secrétaire général adjoint de l’UDR par Alexandre Sanguinetti, il est candidat le 14 décembre 1974 au poste de secrétaire général contre Jacques Chirac, alors Premier ministre. Il quitte le comité central et ses responsabilités nationales à l’UDR après l’élection de ce dernier à la tête du parti et poursuit son implantation locale dans le Nord.
Il est rapporteur à l’Assemblée nationale de la loi Haby de 1975 sur la réforme du système éducatif.
En 1976, il prend à Raymond Gernez (PS) le canton de Cambrai-Ouest. En 1977, sa liste l’emporte aux élections municipales à Cambrai. Raymond Barre lui propose alors d’entrer au gouvernement comme secrétaire d’État auprès du ministre du Travail. Avec son ministre de tutelle Christian Beullac, il crée le premier pacte national pour l’emploi des jeunes.
L’année suivante, il devient secrétaire d'État chargé de la Formation professionnelle auprès du ministre du Travail et de la Participation dans le gouvernement Barre III. La fermeture d’Usinor-Denain en 1978 le confronte à Cambrai et dans toute la région à une crise sociale. Le 2 octobre 1980, il est rattaché au Premier ministre. Il fait voter la première loi sur la formation en alternance et poursuit l’action initiée par Jacques Chaban-Delmas et Jacques Delors en faveur de la formation continue.
Il est battu aux élections législatives de 1981 par le socialiste Jean Le Garrec.

### Des municipales aux sénatoriales
Jacques Legendre est réélu au premier tour des élections municipales à Cambrai en 1983 avec près de 60 % des voix.
Au printemps 1986, il est réélu député et conseiller régional, en deuxième position sur la liste conduite par Jacques Vernier. Il est rapporteur à l’Assemblée nationale sur les questions de formation professionnelle. Il est de nouveau battu aux élections législatives de 1988 par Jean Le Garrec.
En 1989, il est réélu pour la troisième fois maire de Cambrai. Il devient secrétaire général puis président de l’Association des maires du Nord. Fondateur en 1992 de la communauté de villes, puis d’agglomération de Cambrai qu’il préside jusqu’en 2008, il siège en tant que représentant de son agglomération à la commission départementale de coopération intercommunale.
Il est choisi pour mener la liste RPR-UDF dans le Nord aux élections régionales de 1992, mais est battu par Marie-Christine Blandin. En septembre de la même année, à la demande des sénateurs sortants Maurice Schumann, André Diligent et Jean-Paul Bataille, Jacques Legendre prend la tête d’une liste sénatoriale RPR-UDF et est élu sénateur du Nord avec Maurice Schumann et André Diligent. Il entre au Sénat le 1er octobre 1992, et démissionne de son mandat de maire de Cambrai.
Il s’inscrit au groupe RPR et devient membre de la commission des Affaires culturelles.

### Sur les bancs du Sénat
Actif au sein de sa commission, il est désigné chaque année, de 1993 à 2008, rapporteur pour avis du budget de la francophonie. Il est rapporteur de la loi sur la langue française présentée par le ministre de la Culture, Jacques Toubon. Il est élu secrétaire général de l'Assemblée parlementaire de la Francophonie (APF) de 1986 à 1988 puis de 1995 à 2013, et président du groupe d'amitié sénatorial France – Afrique de l'Ouest.
En 2001, il conduit la liste « Une équipe pour le Nord au Sénat » aux élections sénatoriales, face à quatre autres listes de droite ou du centre menées par Jean-René Lecerf, Alex Türk, Joël Wilmotte et Jacques Donnay. Il est réélu. Toujours membre de la commission des Affaires culturelles, il en devient vice-président en 2005.
Jacques Legendre a aussi été membre de la mission commune d’information sur la désindustrialisation des territoires ainsi que président de la commission de la Culture de l’Assemblée parlementaire du Conseil de l’Europe, où il a représenté le Sénat de 1995 à 2008. Il devient en 2008 président de la commission de la Culture, de l’Éducation et de la Communication du Sénat. Il perd cette présidence en 2011, après un renouvellement sénatorial favorable à la gauche.
Membre du comité de pilotage sur les rythmes scolaires mis en place par Luc Chatel le 7 juin 2010, il est nommé le 9 octobre 2013 membre du Conseil supérieur des programmes créé par Vincent Peillon, ministre de l'Éducation nationale.
En 2014, il devient membre de la commission des Affaires étrangères, de la Défense et des Forces armées du Sénat.
Après 25 années passées au palais du Luxembourg, il ne se représente pas aux élections sénatoriales de 2017. Il devient sénateur honoraire de la République française après la fin de son mandat. Il reste également conseiller municipal de Cambrai et vice-président de la communauté d'agglomération de Cambrai chargé des équipements culturels, jusqu’en mai 2020. Le mois suivant, il est nommé maire honoraire par son successeur François-Xavier Villain.

### Académie des sciences d’outre-mer
Le 9 juin 2017, il est élu membre titulaire de l'Académie des sciences d'outre-mer, où il succède à Alain Decaux (1925-2016), historien et ancien ministre chargé de la Francophonie, lui aussi originaire du Nord. Il est membre de la 3e section (sciences juridiques, économiques et sociales) et inscrit aux domaines et régions « Langue française », « Afrique noire, centrale et de l’Ouest » et « Outre-mer français ».
En 2018, il fait partie de la délégation qui accompagne le président du Sénat, Gérard Larcher, au Tchad et au Niger pour y aborder les questions liées à l’immigration, au terrorisme et au changement climatique. Gérard Larcher lui confie une mission sur l’initiative franco-africaine pour la jeunesse.

## Prises de position
Depuis 40 ans, Jacques Legendre s'investit en faveur du projet du canal Seine-Nord Europe en intervenant auprès du gouvernement afin d’obtenir les financements nécessaires. Après son départ du Sénat, il indique qu’il poursuivra son engagement pour faire aboutir le projet.
En septembre 2016, il remet avec le sénateur PS de la Nièvre Gaëtan Gorce un rapport intitulé L'Europe au défi des migrants : agir vraiment ! dans lequel ils critiquent vivement le traité du Touquet, conclu en 2003 pour contenir l'immigration clandestine vers le Royaume-Uni. Jacques Legendre estime pour sa part que « la Grande-Bretagne ne prend pas sa part du fardeau » et que la situation est « insupportable » tant pour les migrants que pour les habitants de la ville de Calais. Ils recommandent notamment d'accélérer le rythme des relocalisations, de renforcer les frontières extérieures, de soutenir les réfugiés dans les pays de premier accueil et d'élaborer une véritable politique migratoire nationale.
Début octobre 2016, il relaie au Sénat, avec plusieurs sénateurs LR, une proposition de loi visant à lutter contre les démarches engagées à l'étranger par des Français pour obtenir une gestation pour autrui.
Il soutient Alain Juppé pour la primaire présidentielle des Républicains de 2016.
En février 2017, il s'oppose au choix du slogan de la candidature de Paris pour l'organisation des Jeux olympiques d'été de 2024, « Made for sharing », qu'il dénonce comme étant un « slogan publicitaire recyclé, qui a servi à vanter les produits de Quality Street en 1979, de Cadbury ou encore à lancer une pizza burger à découper ». Au Sénat, il réclame au secrétaire d'État chargé des Sports, Thierry Braillard, un slogan en français, la langue officielle des Jeux olympiques. Le sénateur s'était déjà opposé au choix de l'anglais durant les réunions de travail et les présentations externes lors des précédentes candidatures pour les Jeux de 2008 et pour ceux de 2012.
Pour l'élection présidentielle de 2022, Jacques Legendre apporte son soutien à Valérie Pécresse.

## Détail des mandats et fonctions
En 2017, selon un classement publié par le site d'information Mediacités, il est le premier homme politique du Nord par le cumul des mandats, avec 114 années de mandats cumulées (ses années comme conseiller régional n'ont pas été prises en compte dans le classement, comme celles en tant que secrétaire d’État),.

### Au gouvernement
- 29 mars 1977 – 31 mars 1978 : secrétaire d'État auprès du ministre du Travail.
- 3 avril 1978 – 2 octobre 1980 : secrétaire d'État auprès du ministre du Travail et de la Participation, chargé de la Formation professionnelle.
- 2 octobre 1980 – 13 mai 1981 : secrétaire d'État auprès du Premier ministre, chargé de la Formation professionnelle.

### À l’Assemblée nationale
- 2 avril 1973 – 1er mai 1977 : député de la 16e circonscription du Nord.
- 2 avril – 6 mai 1978 : député de la 16e circonscription du Nord.
- 2 avril 1986 – 14 mai 1988 : député du Nord.

### Au Sénat
- 1er octobre 1992 – 1er octobre 2017 : sénateur du Nord.
- 8 octobre 2008 – 30 septembre 2011 : président de la commission de la Culture, de l'Éducation et de la Communication du Sénat.

### Au niveau local
- 2 avril 1973 – 19 novembre 2001 : conseiller régional du Nord-Pas-de-Calais.
- 14 mars 1976 – 21 mars 1982 : conseiller général du Nord (élu dans le canton de Cambrai-Ouest).
- 13 mars 1977 – 18 mai 2020 : conseiller municipal de Cambrai.
- 13 mars 1977 – 18 octobre 1992 : maire de Cambrai.
- 22 décembre 1992 – 15 décembre 1999 : président de la communauté de villes de Cambrai.
- 15 décembre 1999 – 18 décembre 2008 : président de la communauté d'agglomération de Cambrai.
- 18 décembre 2008 – 18 mai 2020 : vice-président de la communauté d'agglomération de Cambrai, chargé des équipements culturels.

## Distinctions

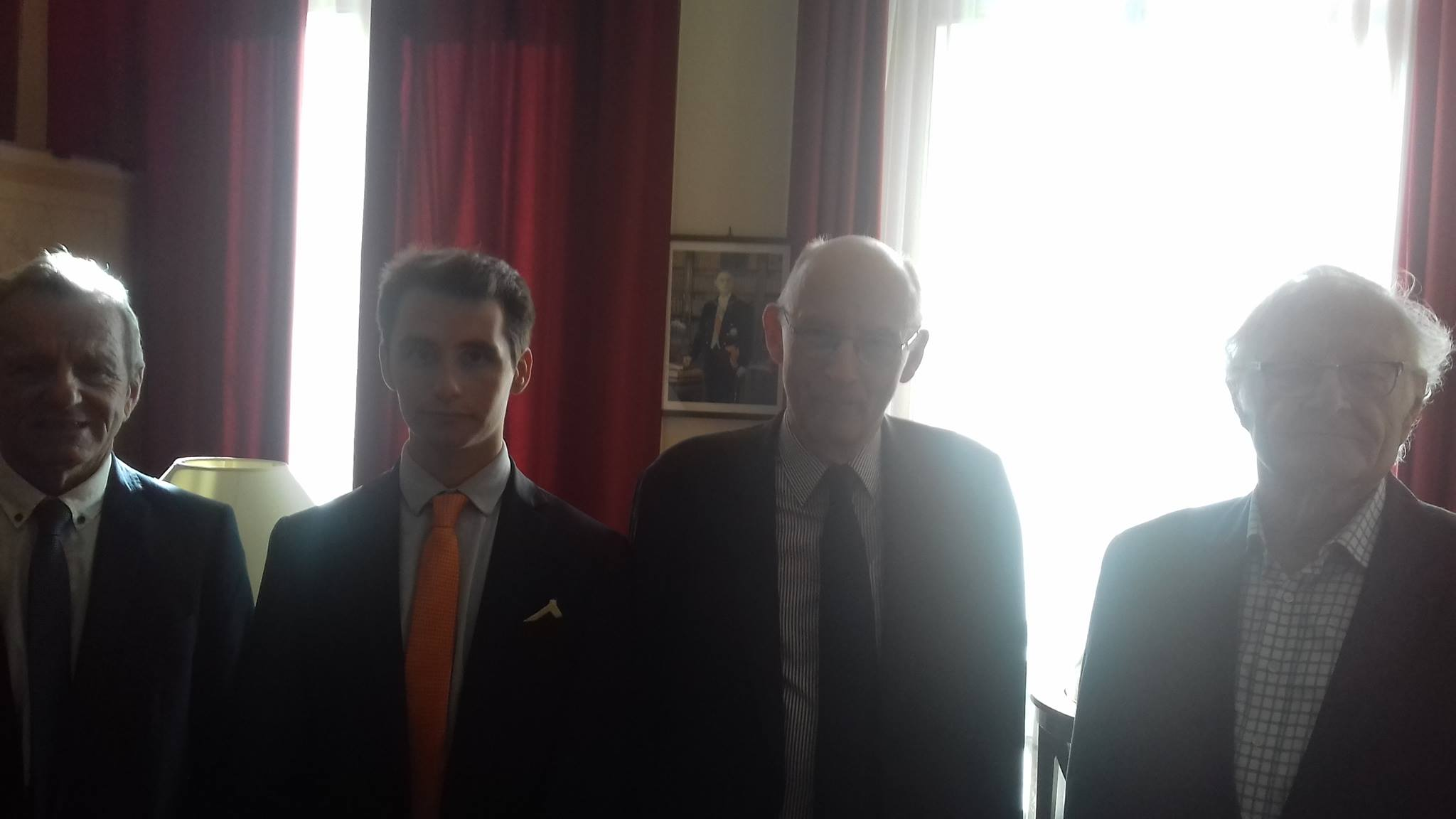
Jacques Legendre à la fondation Charles-de-Gaulle, pour la remise du Prix de l'appel du 18 Juin.

- Commandeur de l'ordre de la reconnaissance centrafricaine (2017)[29].
- Chevalier de la Légion d'honneur (2020)[1],[30].

En 2018, il reçoit le Prix de l'appel du 18 Juin des mains de Ferréol Delmas, président de l'Union des jeunes pour le progrès, à la fondation Charles-de-Gaulle, en présence des anciens ministres Jacques Godfrain et Alain Carignon.

## Ouvrages
- La Littérature négro-africaine d’expression française (Bangui, 1966).
- Le Thème du Sahara dans le romain français (DES Lille, 1965).
- Le Système allemand de formation professionnelle (rapport pour l’OCDE, en collaboration, Paris, 1980).
- Le Gaullisme, une solution pour demain (ouvrage collectif sous la direction de Gérard Larcher, 2012).